# 瓜尔迪亚皮埃蒙特塞
瓜尔迪亚皮埃蒙特塞（義大利語：Guardia Piemontese）是意大利科森扎省的一个市镇。总面积21平方公里，人口1556人，人口密度74.1人/平方公里（2009年）。ISTAT代码为078061。